# 1991년 삼성 라이온즈 시즌
1991년 삼성 라이온즈 시즌은 삼성 라이온즈가 KBO 리그에 참가한 10번째 시즌이며, 김성근 감독이 팀을 이끈 첫 시즌이다. 김용국이 주장을 맡았고 3년 계약으로 취임한 김성근 감독이 스파르타식 강훈련으로 우승에 대한 의욕을 보였지만  전년도 2위에서 3위로 주저앉았고 준플레이오프에서 롯데 자이언츠를 2승 1무 1패로 꺾었으나, 플레이오프에서 빙그레 이글스에게 1승 3패로 져 탈락했다.
한편, 재일동포 김성근 감독 부임과 함께 4월 9일부터 일본인 오가와를 시한부 투수코치, 또다른 일본인 데라오카를 4월 1일부터 시한부 타격코치로 영입했으나 플레이오프에서 1승 3패로 패퇴하는 바람에 일본으로 돌아갔으며 1987년 이후 4년 만에 국내(제주)에서 전지훈련을 했다.

## 타이틀
- 한일 슈퍼게임 국가대표: 김성근(코치), 이만수, 류중일, 김용국
- KBO 골든글러브: 류중일 (유격수)
- 올스타 선발: 이만수 (포수), 류중일 (유격수), 김용국 (3루수)
- 올스타전 추천선수: 이태일, 성준
- 컴투스프로야구 삼성 라이온즈 베스트 라인업: 이만수 (포수)
- 출장(투수): 김성길 (52)

### 퓨처스리그
- 남부리그 타율: 박규대 (0.380)
- 남부리그 장타율: 이규창 (0.574)
- OPS: 이규창 (1.006)
- 남부리그 안타: 박규대 (41)
- 남부리그 1루타: 박규대 (32)
- 완투: 이상훈 (5)
- 남부리그 다승: 이상훈 (5)
- 이닝: 이상범 (86.2)
- 상대한 타자 수: 이상범 (361)
- 남부리그 탈삼진: 김인철 (36)

## 선수단
- 선발투수 : 성준, 유명선, 이태일, 박용준
- 구원투수 : 최일언, 손영철, 정윤수, 이상훈, 이상범, 이문한, 윤석환, 홍성연
- 마무리투수 : 김성길, 최현준, 김상엽, 김인철
- 포수 : 이만수, 조범현, 박정환, 이영재
- 1루수 : 신경식, 이현택
- 2루수 : 강기웅, 최해명, 김성래, 이광길
- 유격수 : 류중일, 정경훈
- 3루수 : 김용국, 문기영
- 좌익수 : 정성룡, 이종두, 김용철, 김종갑
- 중견수 : 허규옥, 장태수
- 우익수 : 강종필, 윤용하, 구윤
- 지명타자 : 박승호, 박홍철, 나광남, 이규창, 최홍석, 박규대, 박인구, 이종옥, 김정수

## 특이 사항
- 김성길은 후반기 10개의 고의4구를 허용하여 KBO 리그 단일 시즌 후반기 최다 기록을 세웠다.
- 김성길은 홈경기에서 7개의 고의4구를 허용하여 KBO 리그 역대 단일 시즌 홈경기 최다 기록을 세웠다.
- 김성길은 1990년대 KBO 리그 용병 투수 단일 시즌 최고 WAR 기록을 세웠다.
- 준플레이오프 3차전이 무승부로 끝나면서, 한국프로야구 사상 처음으로 예정되어 있던 총 경기보다 한 경기를 더 치르는 상황이 발생했다.
- 이만수는 KBO 포스트시즌 사상 처음으로 통산 200타석을 달성했다.
- 외야수 나광남은 이 시즌을 끝으로 은퇴했으며, 이듬해부터 KBO 심판위원으로 활동하고 있다. 2022년 10월 11일 역대 KBO 심판위원 중 최초로 통산 3000경기 출장 기록을 세웠다.

## 같이 보기
- 1992년 삼성 라이온즈 시즌